# Zpětná kompatibilita

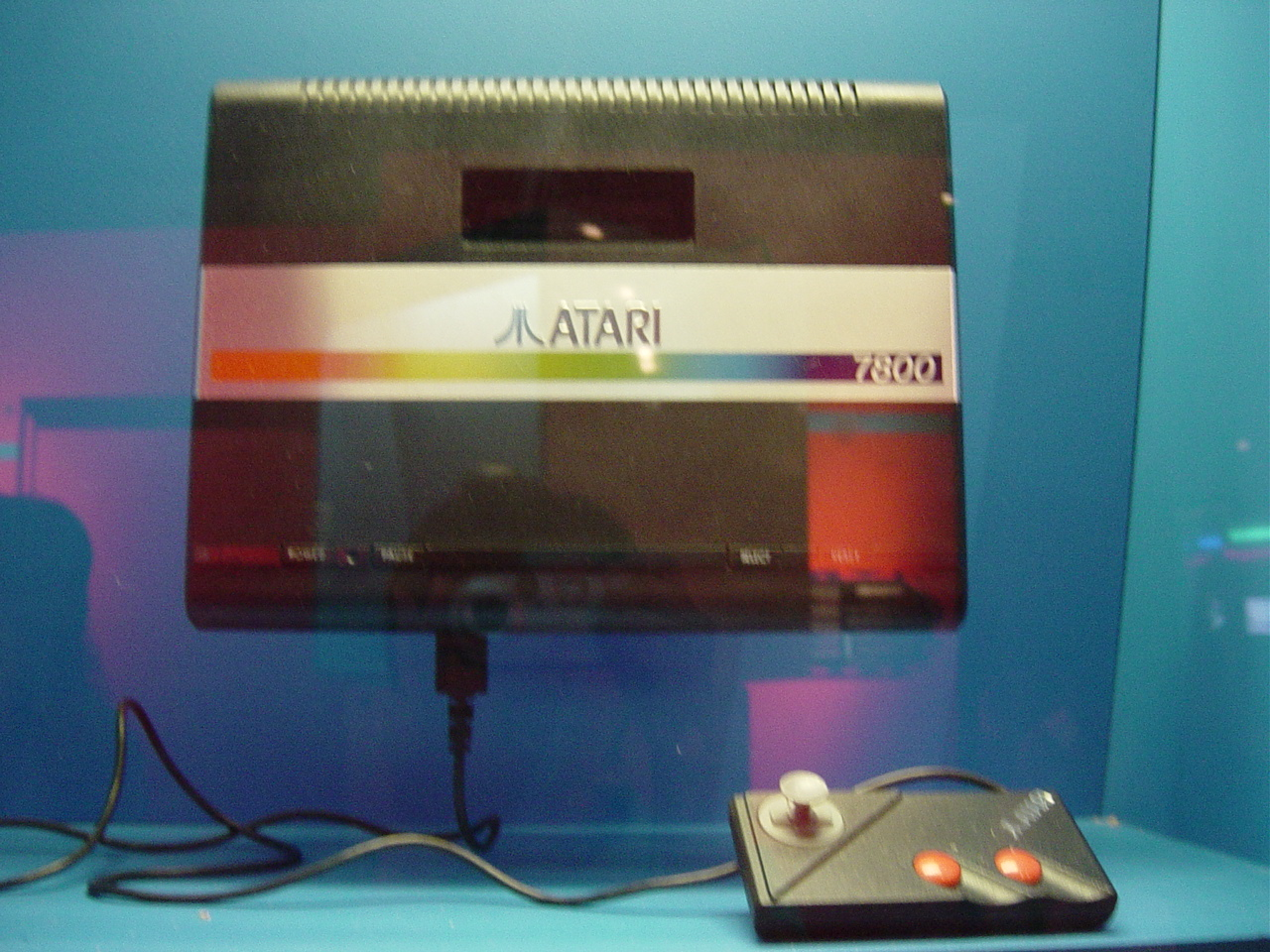
Herní konzole Atari 7800

V technické a zejména počítačové terminologii je produkt zpětně kompatibilní (zřídka také kompatibilní shora dolů nebo jen kompatibilní shora), pokud může zastoupit starší produkt tím, že spolupracuje s ostatními produkty, které byly vytvořeny pro tento starší produkt. Jedná se tedy o technický produkt (obvykle o software), který je technicky, pokud možno plnohodnotně, zaměnitelný.
Zpětná kompatibilita je zvláštní případ kompatibility a většinou se vztahuje ke dvěma produktům – nějaký produkt je zpětně kompatibilní se svou starší verzí. Pokud není přímý vztah k historicky starší verzi, hovoříme pouze o kompatibilitě, bez přívlastku zpětná.
Pokud například novější verze počítačového programu nemůže uložit soubory tak, aby byly čitelné jeho verzí starší, není s touto starší verzí zpětně kompatibilní, i kdyby poskytovala nevratnou aktualizaci starších souborů. Zpětná nekompatibilita je často, jako plánované zastarávání, strategicky využívána tvůrci programů k přinucení zákazníků, aby si pořídili novou aktualizaci, protože se časem počet datových souborů použitelných ve staré verzi snižuje úměrně k počtu zákazníků, kteří již aktualizaci provedli.
Úrovně kompatibility se mohou lišit. Pokud hovoříme o počítačových programech, rozlišujeme binární kompatibilitu a zdrojovou kompatibilitu. Binární kompatibilita znamená, že program může pracovat správně s novou verzí jeho knihovny bez potřeby nového překladu. Zdrojová kompatibilita vyžaduje nový překlad, ale nejsou třeba změny ve zdrojovém kódu.
Mnoho platforem spoléhá na emulaci, tedy na simulaci starší platformy v programu, aby dosáhly zpětné kompatibility.

## Příklady
- Počítač je zpětně kompatibilní, pokud umožňuje používat software nebo hardware vytvořený pro počítač, který má nahradit.
- USB rozhraní verze 2.0 je zpětně kompatibilní s USB ve verzi 1.1.
- Mobilní datová služba EGPRS je zpětně kompatibilní s GPRS.
- 64bitová architektura procesoru AMD64 od společnosti AMD je (na rozdíl od architektury IA-64 od společnosti Intel) zpětně kompatibilní rozšíření architektury x86.
- 32bitová sběrnice EISA je zpětně kompatibilní se sběrnicí ISA.
- Souborový systém Universal Disk Format není zpětně kompatibilní s ISO 9660 (oba formáty se používají na CD-ROM). Většina DVD-Video disků ovšem obsahuje takzvaný UDF Bridge formát, což ve skutečnosti znamená, že na médiu jsou metadata UDF i ISO 9660, a médium je tedy kompatibilní s oběma souborovými systémy.
- Stereofonní záznam na gramofonových deskách byl mechanicky zpětně kompatibilní s monofonním záznamem předchozích desek.
- Počítačová hra TS2012 je zpětně kompatibiní s TS2010 a ta je zpětně kompatibilní s TS2009.